# 地方公共団体の議会の議員及び長の選挙に係る電磁的記録式投票機を用いて行う投票方法等の特例に関する法律
地方公共団体の議会の議員及び長の選挙に係る電磁的記録式投票機を用いて行う投票方法等の特例に関する法律（ちほうこうきょうだんたいのぎかいのぎいんおよびちょうのせんきょにかかるでんじてききろくしきとうひょうきをもちいておこなうとうひょうほうほうとうのとくれいにかんするほうりつ、平成13年12月7日法律第147号）は、地方選挙の電子投票に関する日本の法律である。
個別の地方公共団体が、電子投票条例によって地方の公職選挙について電子投票によることを特例として認めることを規定している。
法16条では罰則が規定されており、法17条では罰則規定が適用されて有罪が確定すると一定期間は公民権が停止となることが規定されている。